# Richard S. Ewell
Richard Stoddert Ewell (8 de febrero de 1817 - 25 de enero de 1872) fue un oficial profesional de los Estados Unidos de América y un general de brigada de la Confederación durante la Guerra de Secesión. Consiguió fama bajo las órdenes de Thomas J. Jackson y Robert E. Lee, y luchó en distintos campos de batalla durante la guerra, aunque su reputación quedó algo empañada por su actuación en la Batalla de Gettysburg y en la Batalla de Spotsylvania.

## Primeros años
Ewell nació en Georgetown, Washington D. C. Se crio desde los 3 años en el Condado de Prince William Virginia, cerca de Manassas. Se graduó en la Academia Militar de los Estados Unidos en 1840. Fue destinado como subteniente  al 1.º de Dragones, y en 1845 fue ascendido a teniente. Entre 1843 y 1845 sirvió con Philip St. George Cooke y Stephen Watts Kearny en misiones de escolta a lo largo del camino de Santa Fe y de la ruta de Oregón. En la guerra mexicano-estadounidense sirvió bajo las órdenes de Winfield Scott, siendo promovido por su valor en la Batalla de Contreras y la Batalla de Churubusco a capitán. En la acción de Contreras realiza un reconocimiento nocturno con el capitán de ingenieros Robert E. Lee, su futuro comandante.
Ewell sirvió en el Territorio de Nuevo México durante algún tiempo, explorando la recién adquirida Gadsden Purchase (también conocida como Venta de La Mesilla) con el coronel Benjamin Bonneville. Fue herido en una escaramuza con apaches al mando de Cochise en 1859. En 1860, mientras está al mando de Fort Buchanan, Arizona, una enfermedad le obliga a abandonar el Oeste y dirigirse a Virginia para recuperarse. El mismo describe su estado como "muy enfermo con vértigos, náuseas, etc., y ahora estoy excesivamente debilitado (...) sufriendo esporádicos ataques de malaria." Esta enfermedad y las heridas recibidas le causarán molestias durante el resto de su vida.

## Guerra de Secesión
Los sentimientos de Ewell antes de estallar la guerra estaban a favor de la Unión, pero la secesión de su estado, Virginia, hizo que abandonara al ejército de los Estados Unidos el 7 de mayo de 1861 para unirse al Ejército Provisional de Virginia de la confederación. Fue nombrado coronel de caballería el 9 de mayo, y fue uno de los primeros oficiales superiores heridos en la guerra el 31 de mayo en una escaramuza previa a la Batalla de Fairfax Court House. Fue ascendido a general de brigada el 17 de junio y puesto al frente de una brigada del Ejército del Potomac en la Primera batalla de Bull Run, aunque no llegó a participar en ella.

### Con Stonewall Jackson
El 24 de enero de 1862 Ewell fue ascendido a general de división (major general), y comenzó a servir bajo las órdenes de Thomas J. Jackson durante la campaña del valle de Shenandoah. Aunque los dos generales se compenetraron bien, y ambos se hacían notar por su peculiar forma de ser, había importantes diferencias entre ellos. Mientras que Jackson era severo y religioso, Ewell era ingenioso y bastante grosero. Jackson era flexible e intuitivo en el campo de batalla, mientras que Ewell, aunque valiente y capaz, requería instrucciones claras para actuar con eficacia. A Ewell no le gustaba la forma en que Jackson llevaba a cabo sus planes, no informando a sus mandos subordinados de lo que se iba a hacer, aunque Ewell terminó adaptándose a los métodos de Jackson. 
Ewell manda con habilidad una división del pequeño ejército que Jackson dirige durante la Campaña del Valle, ganando bastantes enfrentamientos contra el gran ejército de la Unión de los generales de división (major general) John C. Frémont, Nathaniel P. Banks, y James Shields: batalla de Front Royal, primera batalla de Winchester, batalla de Cross Keys y batalla de Port Republic. El ejército de Jackson fue entonces requerido en Richmond para unirse a Robert E. Lee en la protección de la capital confederada ante el ataque del Ejército del Potomac del mayor general George B. McClellan durante la Campaña de la Península. Ewell luchó de manera destacada en la Batalla de Gaines' Mill y en la Batalla de Malvern Hill. Tras conseguir la Confederación vencer a la Unión en la batalla de Seven Days, el mayor general John Pope, al frente del Ejército de Virginia, intenta atacar desde el norte, siendo entonces enviado Jackson con sus tropas para interceptarlo. Ewell derrota a Banks de nuevo en la batalla de Cedar Mountain el 9 de agosto y, días después, tras participar en la incursión en la estación de Manassas, lucha en la Segunda Batalla de Bull Run, en donde fue herido y su pierna izquierda fue amputada por debajo de la rodilla.
Mientras se recobra de sus heridas, Ewell fue atendido por su prima Lizinka Campbell Brown, con la que terminó casándose el 26 de mayo de 1863.
Después de una larga recuperación, Ewell regresa al ejército de Virginia del Norte de Lee después de la batalla de Chancellorsville. Tras la herida mortal que Jackson recibió en dicha batalla, el 23 de mayo Ewell fue ascendido a teniente general  y designado sucesor de Jackson al frente del Segundo Cuerpo.

### Gettysburg y la polémica
En los primeros días de la Campaña de Gettysburg, durante la segunda batalla de Winchester, Ewell actuó magistralmente, capturando a la guarnición de la Unión de 4.000 hombres y 23 cañones. Durante la acción fue herido de gravedad cuando recibió un impacto de una bala rebotada en su pecho (fue esta su segunda herida grave) ). Al frente del Segundo Cuerpo encabeza la invasión de  Pensilvania y está a punto de alcanzar la capital del estado, Harrisburg, siendo obligado a retroceder al necesitar Lee a su Cuerpo en la concentración que estaba realizando frente a Gettysburg. Este avance tan importante hizo que se le comparase con Jackson.
Pero en la batalla de Gettysburg, la reputación militar de Ewell iniciará su lento declive. El 1 de julio de 1863, el Cuerpo de Ewell se aproxima a Gettysburg desde el norte, y se enfrenta al XI Cuerpo y a parte del I Cuerpo de la Unión, haciéndoles retroceder hacia la ciudad y forzándoles a ocupar unas posiciones defensivas en Cemetery Hill, al sur de la ciudad. Lee acababa de llegar al campo de batalla y en seguida vio la importancia de dicha posición. Envió entonces una nota a Ewell en donde le pedía que tomara Cemetery Hill “si era factible”. Ewell decidió no atacar.
Ewell tenía varios posibles razones para no atacar. Las órdenes de Lee eran contradictorias. Le decía que “tomara la colina ocupada por el enemigo, si lo encontraba factible, pero que evitara un enfrentamiento general hasta que llegaran las otras divisiones del ejército.” Lee también rechazó enviar a tropas del Cuerpo de A.P. Hill para apoyar a Ewell, como este le pedía. Los hombres de Ewell estaban fatigados tras su larga marcha y la agotadora batalla en plena tarde del mes de julio y habría sido difícil reagruparlos para asaltar la colina. Las descansadas divisiones del general  Edward "Allegheny" Johnson acababan de llegar, pero Ewell también recibió noticias de que importantes refuerzos de la Unión estaban llegando por York Pike desde el este, amenazando así su flanco izquierdo.  Uno de los subordinados más agresivos de Ewell, el general Jubal A. Early, estuvo de acuerdo con la decisión tomada por su jefe.
Las órdenes de Lee han sido criticadas porque dejaban la decisión de actuar o no en manos de Ewell. Pero este tipo de órdenes tan poco específicas eran bastante corrientes cuando Lee actuaba con Jackson y James Longstreet, ya que confiaba en la iniciativa de sus subordinados para reaccionar a las situaciones que se les podían presentar.
Cuando el Cuerpo de Ewell atacó las posiciones de Cemetery Hill y Culp’s Hill el 2 y el 3 de julio, la Unión había conseguido atrincherarse y reforzarse en dichos lugares, causando entonces graves pérdidas a la Confederación. Tras la guerra se inició un debate sobre las causas de la derrota confederada en Gettysburg, comenzándose entonces la crítica a la actuación de Ewell, que lo que realmente intentaba era desviar la culpa de la derrota de Lee a su subordinado.
El 3 de julio Ewell fue de nuevo herido, pero esta vez en su pierna de madera. Dirigió la retirada ordenada de su Cuerpo hacia Virginia tras la batalla de Gettysburg. Volvió a ser herido en noviembre de ese mismo año, en Kelly's Ford, Virginia, y también en enero de 1864 al caer de su caballo.

### Campaña Overland y Richmond
Ewell dirigió su Cuerpo en mayo de 1864 en la batalla de Wilderness. En la batalla de Spotsylvania Court House Lee se vio obligado a personarse en primera línea en la defensa de “Mule Shoe” (Herradura de Mula) el día 12 de mayo debido a la indecisión e inactividad de Ewell. En un momento de la batalla Ewell comenzó a gritar e insultar a los soldados confederados que huían golpeándoles en las espaldas con su espada. Lee observa a su subordinado enfurecido y le recrimina con dureza: “General Ewell, tiene que calmarse, ¿cómo espera controlar a sus hombres cuando usted ha perdido los nervios? Si no puede contener esa excitación, haría mejor retirándose.”  Esta conducta de Ewell sin duda fue el origen de una declaración hecha por Lee a su secretario, William Allan, después de la guerra al hablar de ese 12 de mayo, en donde dice: “encontré a Ewell totalmente abatido por el desastre de la mañana, y demasiado abrumado para ser eficiente”. En el último combate de Spotsylvania, el 19 de mayo, Ewell ordenó un ataque sobre el flanco izquierdo de la Unión en Harris Farm, que sólo supuso el retraso por un día para Ulysses S. Grant  a cambio de la pérdida de 900 hombres, una sexta parte de los fuerzas que le quedaban.
Lee pensó que las persistentes heridas que Ewell tenía eran la causa de su actitud y por ello le relevó del mando del cuerpo, enviándole a una guarnición del Departamento de Richmond para preparar la defensa de la capital. En abril de 1865, cuando Ewell y sus tropas se estaban retirando de la capital, un gran incendio se inició en Richmond, aunque no ha quedado aclarado de quien partió la orden de producirlo. Ewell culpa a las masas enfurecidas de ciudadanos de incendiar un almacén de tabaco a partir del cual se expandió el fuego, pero Nelson Lankford, en Richmond Burning, dice que “Ewell convenció a algunas personas de que el gran incendio no tenía nada que ver con sus hombres o con la controlada destrucción de almacenes y puentes mandada en órdenes militares que seguían la cadena de mando. Este fuego produjo el Gran Incendio de Richmond, que dejó una tercera parte de la ciudad destruida, incluido todo el distrito financiero. Ewell y sus tropas fueron rodeadas y capturadas en la batalla de Sailor's Creek el 6 de abril, unos días antes de la rendición de Lee en Appomattox Court House. Ewell fue apresado y recluido en Fort Warren, Boston Harbor, hasta julio de 1865.
Durante su cautividad, Ewell organizó un grupo de dieciséis generales recluidos también en Fort Warren, con Edward "Allegheny" Johnson y Joseph B. Kershaw entre otros, y envió una carta a Grant en donde mostraban su “rotundo aborrecimiento e indignación” por el asesinato de Abraham Lincoln, y que dicho suceso no debía de ser imputado a la Confederación.

## Tras la guerra

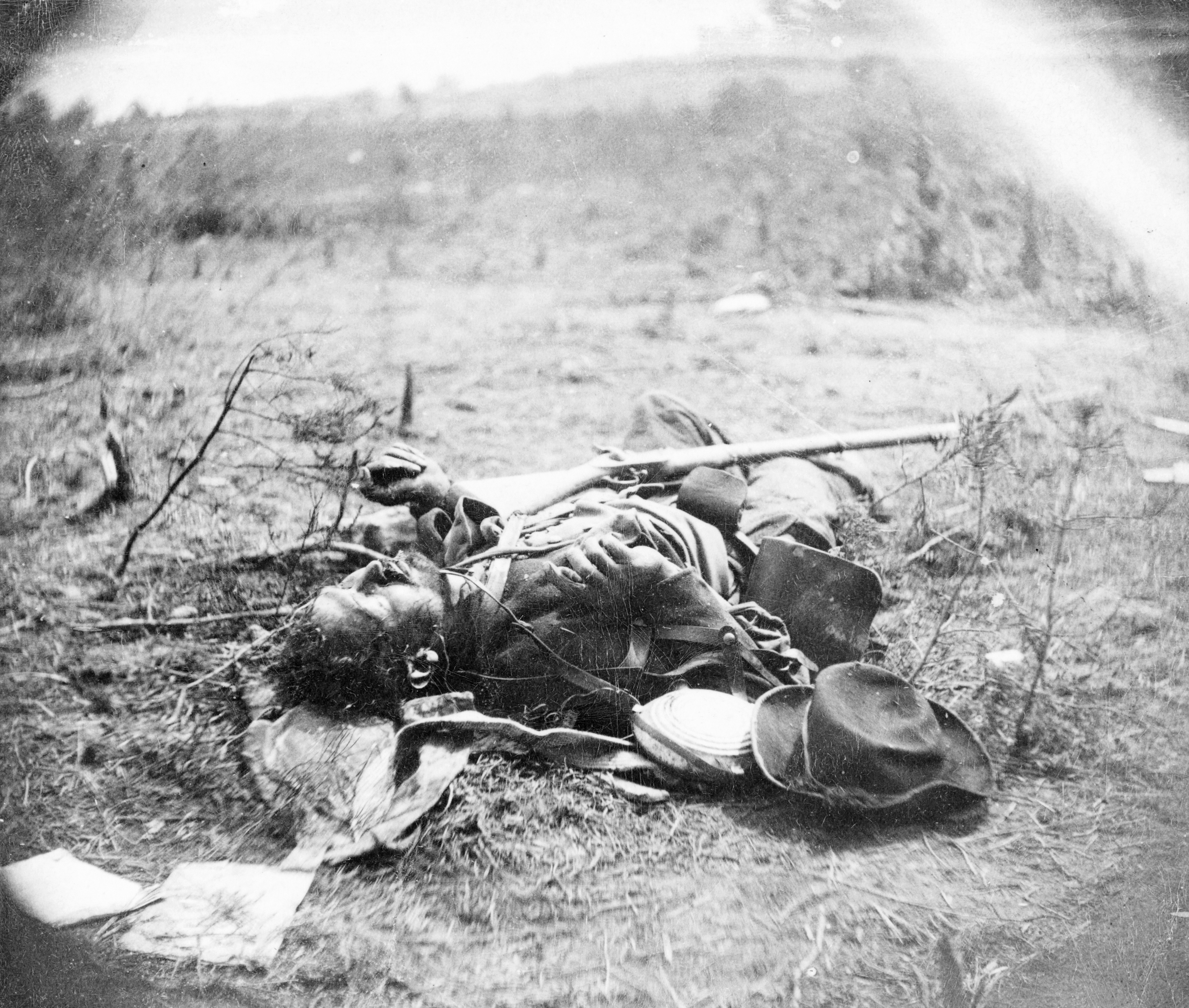
Scene of Ewell's attack, 19 de mayo de 1864, near Spottsylvania [i.e. Spotsylvania

Tras conseguir su libertad provisional, Ewell se retiró a trabajar como un terrateniente en la hacienda de su esposa, cerca de Spring Hill, Tennessee, la cual mantuvo productiva, y también arrendó con éxito una plantación de algodón en Misisipi. Fue presidente de la junta de directivos de la Columbia Female Academy, un componente de la Iglesia Episcopalista de St. Peter's en Columbia, y presidente de la sociedad agrícola del Condado de Maury. El y su esposa murieron de neumonía con tres días de diferencia. Están enterrados en Old City Cemetery, en Nashville, Tennessee Él es el autor del libro póstumo The Making of a Soldier, publicado en 1935.